# Saison 15 de L'amour est dans le pré
La quinzième saison de L'amour est dans le pré est une émission de télévision française de téléréalité, diffusée chaque semaine sur M6 du lundi 14 septembre 2020 au lundi 14 décembre 2020. Elle est présentée par Karine Le Marchand.
Les portraits des 13 agriculteurs participants à cette saison ont été diffusés les 9 et 16 mars 2020.

## Production et organisation

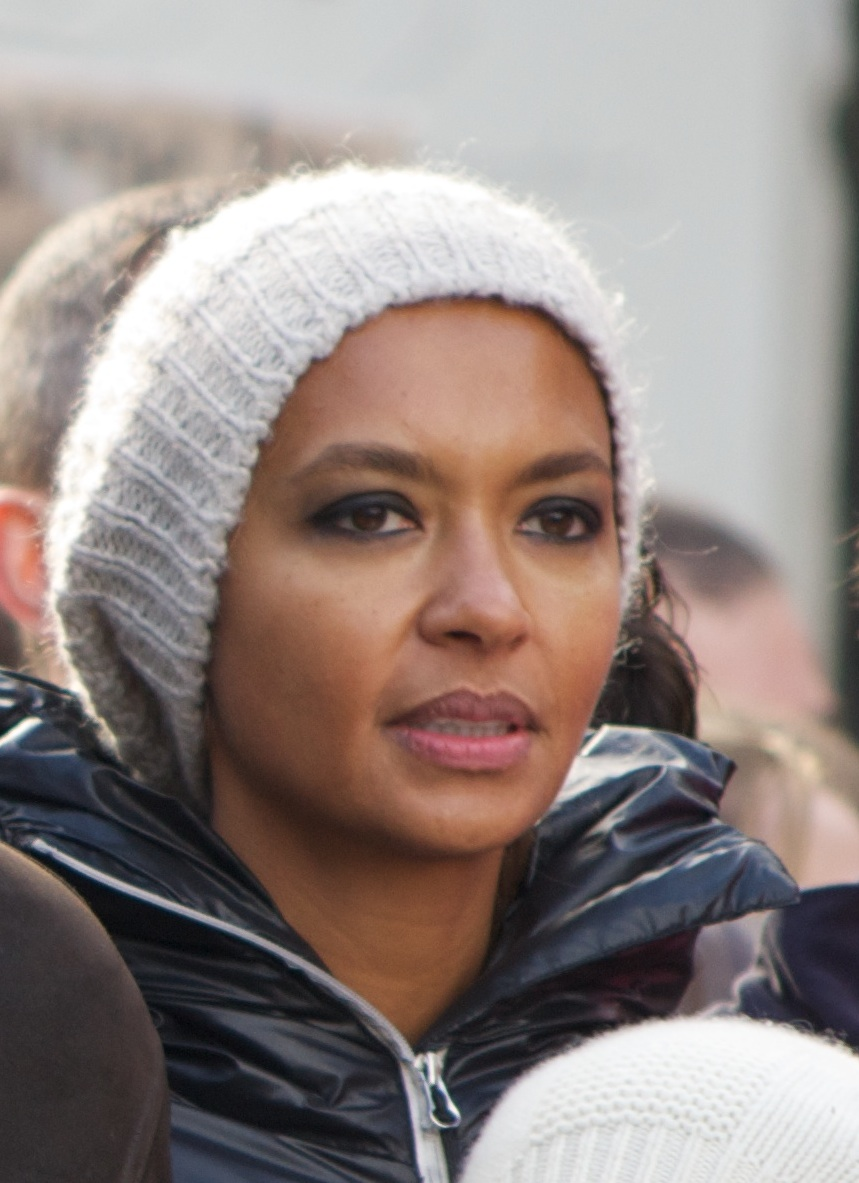
Karine Le Marchand présente l'émission.

Karine Le Marchand, présentatrice depuis la cinquième saison, l'est à nouveau pour cette édition. Elle possède aussi le rôle de voix off.
La société de production Fremantle produit, une fois de plus, cette saison.

## Nouveautés
Cette saison, les agriculteurs ne se retrouvent pas pour ouvrir leurs courriers, et, par conséquent, le premier épisode n'y est pas consacré. En effet, cette saison débute directement par les speed datings à Paris, puisque les agriculteurs ont ouvert leurs lettres directement chez eux,.
Pour la première fois et en raison de l'épidémie de Covid-19, Karine Le Marchand assiste aux speed datings, en regardant les rencontres via un écran. Elle peut ainsi directement faire des remarques et donner ses impressions,.

## Participants
Ci-après, la liste des 13 participants de cette saison, :
| Participants | Participants | Profession                                               | Âge    | Localisation         | Intéressé par |
| ------------ | ------------ | -------------------------------------------------------- | ------ | -------------------- | ------------- |
| ♀            | Cathy        | Viticultrice                                             | 41 ans | Nouvelle-Aquitaine   | Hommes        |
| ♂            | David        | Arboriculteur, maraîcher, trufficulteur et héliciculteur | 49 ans | Occitanie            | Femmes        |
| ♂            | Éric         | Éleveur de chèvres                                       | 54 ans | Nouvelle-Aquitaine   | Femmes        |
| ♂            | Éric         | Éleveur laitier                                          | 57 ans | Auvergne-Rhône-Alpes | Femmes        |
| ♂            | Florian      | Éleveur de vaches                                        | 37 ans | Nouvelle-Aquitaine   | Femmes        |
| ♂            | Jean-Claude  | Céréalier                                                | 63 ans | Centre-Val de Loire  | Femmes        |
| ♂            | Jérôme       | Maraîcher et céréalier                                   | 37 ans | Auvergne-Rhône-Alpes | Femmes        |
| ♀            | Laura        | Éleveuse de vaches                                       | 37 ans | Pays de la Loire     | Hommes        |
| ♂            | Laurent      | Éleveur de vaches                                        | 45 ans | Normandie            | Femmes        |
| ♂            | Lionel       | Éleveur de vaches                                        | 62 ans | Grand Est            | Femmes        |
| ♂            | Mathieu      | Éleveur de taureau                                       | 44 ans | Occitanie            | Hommes        |
| ♂            | Paul-Henri   | Éleveur de vaches, chevaux et volailles                  | 38 ans | Occitanie            | Femmes        |
| ♂            | Philippe     | Éleveur de vaches                                        | 54 ans | Auvergne-Rhône-Alpes | Femmes        |

## Résumé
Ci-après, le résumé de cette saison à l'issue de la diffusion des épisodes bilans :
- Cathy avait invité François. Après quelques jours, ce dernier avait confié ne pas avoir de sentiments. C'est donc seule que Cathy s'est présentée au deuxième épisode bilan[6],[7].
- David avait invité Stéphanie (la brune) et Stéphanie (la blonde). Après quelques jours, David avait avoué préférer Stéphanie (la brune), décidant ainsi son autre prétendante à partir[8]. David s'était ensuite rendu chez Stéphanie (la brune)[9]. Finalement, c'est seul que David s'est rendu au deuxième épisode bilan, confiant que leur histoire n'avait pas marché[6],[7].
- Éric (de Nouvelle-Aquitaine) avait invité Claudine, sa seule prétendante. Dès son arrivée, Claudine avait dû se confronter à des remarques d'Éric jugées déplacées par beaucoup d'internautes[10]. Après quelques jours, elle avait finalement décidé de partir[11]. Karine Le Marchand avait alors tenté une réconciliation à Paris[12], en vain, puisque c'est seul qu'Éric s'est présenté au premier épisode bilan[13]. Cependant, épaulée de Lucile et Yolanda, les prétendantes respectives de Jérôme et Jean-Claude, Karine a tenté d'expliquer à Éric, les conditions indispensables pour construire une relation, juste avant qu'elle ne lui présente une nouvelle lettre, d'une certaine Magalie[13].
- Éric (d'Auvergne) avait invité Cathy et Sylvie. Après quelques jours, les deux prétendantes avaient décidé de partir[14]. La production avait alors décidé de lui présenter une troisième prétendante, qui avait envoyé sa lettre plus tardivement : Nathalie[15]. Ces dernières avaient alors passé quelques jours chez lui. Lors du premier épisode bilan, Éric est venu accompagné, non pas de Nathalie, mais de Sylvie, qu'il avait revu peu de temps avant[16]. Dans un entretien accordé à Télé-Loisirs, Éric a cependant confié que cette nouvelle histoire n'avait pas abouti[16].
- Florian avait invité Émilie et Lola. Finalement, après quelques jours, Florian avait décidé de poursuivre l'aventure avec Lola[17], et c'est ensemble qu'ils se sont rendus au deuxième épisode bilan, confirmant ainsi leur histoire naissante[6],[7].
- Jean-Claude avait invité Yolanda et Danelly. Après quelques jours, Jean-Claude avait décidé de poursuivre l'aventure avec Yolanda, laissant ainsi Danelly rentrer chez elle[18], et c'est ensemble qu'ils se sont rendus au deuxième épisode bilan. Rapidement, ils ont avoué qu'ils n'avaient construit qu'une histoire d'amitié, Jean-Claude concédant ne pas avoir eu « le cœur qui vibre »[6],[7].
- Jérôme avait invité Alicia et Lucile. Après quelques jours, Alicia avait décidé de partir, laissant à Jérôme et Lucile, la possibilité de construire une relation[19]. Lors du premier épisode bilan, Jérôme est venu accompagné de Lucile[20]. Dans un entretien accordé à 20 Minutes, le maraîcher confie avoir « [rencontré] l’amour de (sa) vie »[21],[22].
- Laura avait invité Jean-Eudes et Benoît. Après quelques jours, elle avait décidé de poursuivre l'aventure avec Benoît[23]. Lors du premier épisode bilan, Laura en venue en compagnie de ce dernier[24],[25].
- Paul-Henri avait invité Aline et Maïté. Après quelques jours, il avait décidé de poursuivre l'aventure avec Aline, ce qui avait passablement énervé Maïté[26]. Finalement, l'agriculteur n'avait pas non plus décidé de continuer avec Aline[27], et c'est seul, qu'il s'est présenté au premier épisode bilan[28].
- Philippe avait invité Florence, sa seule prétendante. Après quelques jours, cette dernière avait finalement décidé de mettre un terme à son séjour[29], et c'est seul, que l'agriculteur s'est présenté au premier épisode bilan[30].
- Mathieu avait invité Johnny et Alexandre. Après quelques jours, Mathieu a préféré poursuivre avec Alexandre[31]. C'est ensemble, qu'ils se sont présentés au deuxième épisode bilan. Leur histoire s'est rapidement confirmée et Mathieu en a profité pour demander Alexandre en mariage, ce à quoi il a répondu : « Oui »[6],[7].

Neuf agriculteurs restent donc célibataires à la fin de la saison : Cathy, David, Éric, Éric, Jean-Claude, Laurent, Lionel, Paul-Henri et Philippe.

## Audiences et diffusion
En France, l'émission est diffusée les lundis : 9 et 16 mars 2020 pour les portraits,, et du 14 septembre 2020 au 14 décembre 2020 pour le reste de la saison. Un épisode dure environ 2 h 10 (publicités incluses), soit une diffusion de 21 h 5 à 23 h 15. Il est découpé en deux parties d'1 h et d'1 h 10, diffusées juste en suivant.
| Épisode | Jour et horaire de diffusion       | Nombre de téléspectateurs | Part de marché (sur les 4 ans et plus) | Classement des audiences | Réf.   |
| ------- | ---------------------------------- | ------------------------- | -------------------------------------- | ------------------------ | ------ |
| 1       | Lundi 9 mars 2020 (21:05 - 23:15)  | 2 508 000                 | 11,9 %                                 | 3e                       | [ 34 ] |
| 2       | Lundi 16 mars 2020 (21:05 - 23:15) | 2 684 000                 | 9,6 %                                  | 3e                       | [ 35 ] |

| Épisode et partie  | Épisode et partie  | Diffusion               | Diffusion          | Audience moyenne          | Audience moyenne                       | Classement des audiences | Réf.   |
| Épisode et partie  | Épisode et partie  | Jour                    | Horaire            | Nombre de téléspectateurs | Part de marché (sur les 4 ans et plus) | Classement des audiences | Réf.   |
| ------------------ | ------------------ | ----------------------- | ------------------ | ------------------------- | -------------------------------------- | ------------------------ | ------ |
| 1                  | 1                  | Lundi 14 septembre 2020 | 21:05 - 22:05      | 3 480 000                 | 15 %                                   | 1er                      | [ 36 ] |
| 1                  | 2                  | Lundi 14 septembre 2020 | 22:05 - 23:15      | 3 180 000                 | 16,3 %                                 | 1er                      | [ 36 ] |
| 2                  | 3                  | Lundi 21 septembre 2020 | 21:05 - 22:05      | 3 530 000                 | 15,2 %                                 | 2e                       | [ 37 ] |
| 2                  | 4                  | Lundi 21 septembre 2020 | 22:05 - 23:15      | 3 010 000                 | 15,5 %                                 | 2e                       | [ 37 ] |
| 3                  | 5                  | Lundi 28 septembre 2020 | 21:05 - 22:05      | 3 840 000                 | 15,9 %                                 | 1er                      | [ 38 ] |
| 3                  | 6                  | Lundi 28 septembre 2020 | 22:05 - 23:15      | 3 430 000                 | 16,3 %                                 | 1er                      | [ 38 ] |
| 4                  | 7                  | Lundi 5 octobre 2020    | 21:05 - 22:05      | 3 880 000                 | 16 %                                   | 2e                       | [ 39 ] |
| 4                  | 8                  | Lundi 5 octobre 2020    | 22:05 - 23:15      | 3 600 000                 | 18 %                                   | 2e                       | [ 39 ] |
| 5                  | 9                  | Lundi 12 octobre 2020   | 21:05 - 22:05      | 3 640 000                 | 15,2 %                                 | 2e                       | [ 40 ] |
| 5                  | 10                 | Lundi 12 octobre 2020   | 22:05 - 23:15      | 3 390 000                 | 16,9 %                                 | 2e                       | [ 40 ] |
| 6                  | 11                 | Lundi 19 octobre 2020   | 21:05 - 22:05      | 3 880 000                 | 15,6 %                                 | 2e                       | [ 41 ] |
| 6                  | 12                 | Lundi 19 octobre 2020   | 22:05 - 23:15      | 3 760 000                 | 17,5 %                                 | 2e                       | [ 41 ] |
| 7                  | 13                 | Lundi 26 octobre 2020   | 21:05 - 22:05      | 3 880 000                 | 15,5 %                                 | 2e                       | [ 42 ] |
| 7                  | 14                 | Lundi 26 octobre 2020   | 22:05 - 23:15      | 3 540 000                 | 16,9 %                                 | 2e                       | [ 42 ] |
| 8                  | 15                 | Lundi 2 novembre 2020   | 21:05 - 22:05      | 3 940 000                 | 15,2 %                                 | 2e                       | [ 43 ] |
| 8                  | 16                 | Lundi 2 novembre 2020   | 22:05 - 23:15      | 3 800 000                 | 16,7 %                                 | 2e                       | [ 43 ] |
| 9                  | 17                 | Lundi 9 novembre 2020   | 21:05 - 22:05      | 3 850 000                 | 15,6 %                                 | 1er                      | [ 44 ] |
| 9                  | 18                 | Lundi 9 novembre 2020   | 22:05 - 23:15      | 3 630 000                 | 17,8 %                                 | 1er                      | [ 44 ] |
| 10                 | 19                 | Lundi 16 novembre 2020  | 21:05 - 22:05      | 3 870 000                 | 15,3 %                                 | 2e                       | [ 45 ] |
| 10                 | 20                 | Lundi 16 novembre 2020  | 22:05 - 23:15      | 3 670 000                 | 18,3 %                                 | 2e                       | [ 45 ] |
| 11                 | 21                 | Lundi 23 novembre 2020  | 21:05 - 22:05      | 4 290 000                 | 16,9 %                                 | 1er                      | [ 46 ] |
| 11                 | 22                 | Lundi 23 novembre 2020  | 22:05 - 23:15      | 3 860 000                 | 18,8 %                                 | 1er                      | [ 46 ] |
| 12                 | 23                 | Lundi 30 novembre 2020  | 21:05 - 22:05      | 4 160 000                 | 16,7 %                                 | 1er                      | [ 47 ] |
| 12                 | 24                 | Lundi 30 novembre 2020  | 22:05 - 23:15      | 3 740 000                 | 18,5 %                                 | 1er                      | [ 47 ] |
| 13                 | 25                 | Lundi 7 décembre 2020   | 21:05 - 22:05      | 4 440 000                 | 17,9 %                                 | 1er                      | [ 48 ] |
| 13                 | 26                 | Lundi 7 décembre 2020   | 22:05 - 23:15      | 3 890 000                 | 20,7 %                                 | 1er                      | [ 48 ] |
| 14                 | 27                 | Lundi 14 décembre 2020  | 21:05 - 22:05      | 4 250 000                 | 17,6 %                                 | 1er                      | [ 49 ] |
| 14                 | 28                 | Lundi 14 décembre 2020  | 22:05 - 23:15      | 3 560 000                 | 21,1 %                                 | 1er                      | [ 49 ] |
|                    |                    |                         |                    |                           |                                        |                          |        |
| Bilan de la saison | Bilan de la saison | Bilan de la saison      | Bilan de la saison | 3 750 000                 | 16,9 %                                 | –                        | [ 50 ] |

Légende :
- plus hauts scores d'audiences
- plus bas scores d'audiences